# 沙希淡卡欣
沙希淡·卡欣（1951年6月17日—），马来西亚政治人物，为伊斯兰党党员，现任玻璃市州亚娄区国会议员。曾经担任马来西亚首相署部長，主管土地、林务、环境及天然资源与执法事务（2013年至2018年）、联邦直辖区部长（2021年至2022年）。为第7任玻璃市州务大臣，曾代表国阵当选为玻璃市亚娄的国会议员、以及玻璃市州议会淡汶都浪区州议员。

## 政治生涯
他曾於1995年至2008年擔任玻璃市州務大臣，在擔任玻璃市州務大臣之前，他於1986年至1995年擔任亚娄国会议员。1995年，他當選玻璃市州立法议会淡汶都浪州議席议员。2013年马来西亚大选，他再戰亚娄国会议席，代表国民阵线当选为玻璃市亚娄的国会议员，中選後被任命為首相署部長，主管土地、林务、环境及天然资源与执法事务。2018年马来西亚第十四届大选，他继续连任该议席。

### 被巫统开除
2022年11月3日，伊斯兰党主席哈迪阿旺宣布原任亚娄国会议员拿督斯里沙希淡将在国民联盟旗帜下竞选亚娄国会议席。2022年11月6日，巫统主席阿末扎希宣布开除三名领袖，沙希淡卡欣是其中被指名的一人。沙希淡原本是巫统亚娄区部主席，改以国盟旗帜上阵，并成功保住亚娄国席，2022年马来西亚大选以国民联盟身份连任。

## 指控“内奸”串谋推翻正副首相
1989年3月9日，沙希淡在国会下议院指控，有人正串谋及策划推翻时任首相马哈迪·莫哈末和副首相嘉化峇峇。他说，这群为数五或六名的人是利用政府机构及某些媒体，来策划行动。他形容，“内奸”比一些政府公开的“敌人”更加危险，及更难于应付。
同年3月14日，政府首席秘书沙烈胡丁·莫哈末在一项记者会说，公共服务局计划会见沙希淡，来取得有关官员的名单及其他详情。沙烈胡丁说，当局只有经过查证有公务员，确作出违反政府利益的事，才能决定将否对有关公仆采取纪律行动。与此同时，前副能源、电讯及邮政部长再那阿比丁也促请政府调查曾经前往利比亚和苏联受训的一批青年，是否涉及沙希淡所提的推翻正副首相串谋计划。

## 争议事件

### 涉嫌非礼
沙希淡卡欣涉嫌在2018年10月21日晚上11时在玻璃市的端姑赛布拉体育馆路旁，在本身的丰田休旅车内，触摸15岁少女的肩膀和手臂，触犯2017年儿童性侵法令14(a)条文。
沙希淡卡欣坚称一切只是误会。解释事因当晚有街头艺人（Busker）团体联络他，表示该团体需要一些资金援助；作为该团体及其他音乐团体赞助人，他在了解情况后，即与司机，还有私人助理在晚上约11时45分抵达演出地点，并会见了其中一名团员及街头艺人经理。受害少女称当晚被人叫入车内后，沙希淡卡欣就轻摸受害少女的肩膀和手臂，少女闪开后，向音乐老师哭诉，随后由家属陪同报案。可是在报案数小时后，受害少女家属欲稍案。
马来西亚警方并未因此关闭案件，随后警方针对此案向沙希淡卡欣录取口供，将调查报告交給总检查官。2018年10月30日，正式控告沙希淡卡欣。
2019年4月24日，由于受害少女撤回有关案件，及不追究，加央地庭法院宣告沙希淡卡欣假释（获释但不代表无罪）。

## 选举成绩
| 年份 | 选区             | 候选人 | 候选人                 | 得票数 | 得票率 | 竞选对手                   | 竞选对手                   | 得票数 | 得票率 | 总票数 | 多数票 | 投票率 |
| ---- | ---------------- | ------ | ---------------------- | ------ | ------ | -------------------------- | -------------------------- | ------ | ------ | ------ | ------ | ------ |
| 1986 | 玻璃市 P002 亚娄 |        | 沙希淡卡欣（巫统）     | 18,156 | 62.08% |                            | 东古阿都拉曼（回教党）     | 11,091 | 37.92% | 30,077 | 7,065  | 74.61% |
| 1990 | 玻璃市 P002 亚娄 |        | 沙希淡卡欣（巫统）     | 20,948 | 61.43% |                            | 卡立阿都沙末（回教党）     | 13,154 | 38.57% | 35,196 | 7,794  | 77.42% |
| 2013 | 玻璃市 P003 亚娄 |        | 沙希淡卡欣（巫统）     | 19,376 | 51.28% |                            | 哈伦丁（伊斯兰党）         | 18,005 | 47.65% | 38,439 | 1,371  | 87.61% |
| 2013 | 玻璃市 P003 亚娄 |        | 沙希淡卡欣（巫统）     | 19,376 | 51.28% | 再努丁永（独立人士）       | 406                        | 1.08%  |        | 38,439 | 1,371  | 87.61% |
| 2018 | 玻璃市 P003 亚娄 |        | 沙希淡卡欣（巫统）     | 16,547 | 41.79% |                            | 阿都拉曼达勿（土著团结党） | 11,691 | 29.52% | 40,433 | 4,856  | 83.91% |
| 2018 | 玻璃市 P003 亚娄 |        | 沙希淡卡欣（巫统）     | 16,547 | 41.79% | 哈欣雅欣（伊斯兰党）       | 11,362                     | 28.69% |        | 40,433 | 4,856  | 83.91% |
| 2022 | 玻璃市 P003 亚娄 |        | 沙希淡卡欣（伊斯兰党） | 31,458 | 67.23% |                            | 罗扎比尔（巫统）           | 8,242  | 17.62% | 47,604 | 23,216 | 76.86% |
| 2022 | 玻璃市 P003 亚娄 |        | 沙希淡卡欣（伊斯兰党） | 31,458 | 67.23% | 法丁阿梅莉娜（人民公正党） | 7,089                      | 15.15% |        | 47,604 | 23,216 | 76.86% |

| 年份 | 选区         | 候选人 | 候选人             | 得票数 | 得票率 | 竞选对手 | 竞选对手                   | 得票数 | 得票率 | 总票数 | 多数票 | 投票率 |
| ---- | ------------ | ------ | ------------------ | ------ | ------ | -------- | -------------------------- | ------ | ------ | ------ | ------ | ------ |
| 1995 | N12 淡汶都浪 |        | 沙希淡卡欣（巫统） | 3,777  | 69.46% |          | 阿里亚斯奥曼（四六精神党） | 1,661  | 30.54% | 5,579  | 2,116  | 77.40% |
| 1999 | N12 淡汶都浪 |        | 沙希淡卡欣（巫统） | 3,464  | 57.25% |          | 依斯迈阿末（回教党）       | 2,587  | 42.75% | 6,177  | 877    | 82.72% |
| 2004 | N12 淡汶都浪 |        | 沙希淡卡欣（巫统） | 4,422  | 62.26% |          | 哈伦丁（回教党）           | 2,680  | 37.74% | 7,208  | 1,742  | 85.33% |
| 2008 | N12 淡汶都浪 |        | 沙希淡卡欣（巫统） | 4,371  | 64.93% |          | 仄诺丁仄阿末（回教党）     | 2,361  | 35.07% | 6,872  | 2,010  | 79.14% |

## 个人荣誉

### 封衔
- 玻璃市
  -  霹雳王冠斯里勋章（SPMP）- 拿督斯里（1995年）
- 彭亨
  -  苏丹阿末沙效忠斯里勋章（SSAP）- 拿督斯里（2002年）